# Bichroma brunnea
Bichroma brunnea är en fjärilsart som beskrevs av Le Cerf 1923. Bichroma brunnea ingår i släktet Bichroma och familjen mätare. Inga underarter finns listade i Catalogue of Life.